# 久留米市立下田小学校
久留米市立下田小学校（くるめしりつしもだしょうがっこう）は、福岡県久留米市城島町下田に存在した公立小学校。 2021年（令和3年）3月31日をもって閉校し、久留米市立浮島小学校と共に久留米市立城島小学校へ統合された。

## 沿革
出典：『城島町誌』
- 1880年 - 芦塚小学校として設立
- 1881年 - 城島小学校芦塚分校となる
- 1886年 - 芦塚簡易小学校と改称
- 1891年 - 芦塚尋常小学校と改称
- 1895年 - 校舎を現在地に新築、下田尋常小学校と改称
- 1941年 - 下田国民学校と改称
- 1947年 - 下田小学校と改称
- 1948年 - 給食室を新築
- 1953年 - 大洪水により大きな被害を受ける
- 1956年 - 完全給食を実施
- 1959年 - へき地校（一級）の指定を受ける。鉄筋コンクリート2階建て校舎を新築
- 1974年 - 講堂を廃し、体育館を新築
- 1980年 - 創立100周年記念式典を開催
- 1982年 - 新プールを新設
- 1988年 - 新校舎を新設
- 1996年 - テレビ、ビデオを普通教室に設置
- 2000年 - 創立120周年記念式典を開催
- 2005年 - 三潴郡城島町の久留米市編入に伴い城島町立から久留米市立へ変更。
- 2010年 - デジタルテレビ、電子黒板を設置
- 2021年 - 3月31日 閉校[3]。

## 校歌
- 作詞：森山伝[4]
- 作曲：細川潤一[4]

1．流れゆたけき筑後川 眺めはるけき背振山(やま)
みのり豊かな筑紫野に そびゆるいらか下田校
2．清き流れのちとせ川 我らゆあみて身を鍛え
スポーツ日本(にっぽん)うちたてん 明るく清き下田校
3．親切勤勉誠実を 常に守りて身をおさめ
希望の光輝きて 楽しく学ぶ下田校

## 進学先中学校
- 久留米市立城島中学校

## 催し
下田舎マルシェ
毎年10月ごろに開かれる市場。俗に言う田舎マルシェである。当初は城島町芦塚にある大願寺で行われていたが、年々規模を拡大。現在は旧校庭及び体育館を使用し、飲食・雑貨・体験イベントを備えた旧下田校区を代表する催しとなっている。2022年度で第5回目を数えた。

## 廃校後
久留米市では旧校舎及び敷地の有効活用を図る為、民間事業者を含めた活用案の具体的な調査を行っている。キャンプ施設・高齢者介護施設・ドローン飛行場などの活用案が出されているが、2024年1月31日時点で未定である。